# Hilgertshausen-Tandern
Hilgertshausen-Tandern er en kommune i Landkreis Dachau, i Regierungsbezirk Oberbayern i den tyske delstat Bayern, med godt 3.100 indbyggere. Kommunen blev dannet i 1978 ved en sammenlægning af de tidligere selvstændige Hilgertshausen og Tandern kommuner.

## Geografie
I kommunen ligger 26 landsbyer og bebyggelser. Ud over Hilgertshausen og Tandern er det Buxberg, Ed, Eichenried, Gartelsried, Gumpersdorf, Hollerschlag, Mannried, Michelskirchen, Neßlholz, Niederdorf, Oberdinkelhof, Oberdorf, Obertsloh, Pirket, Pranst, Reichel, Stadelham, Thalhof, Thalmannsdorf (med Larezhausen), Thonhof, Unterdinkelhof, Weiherhaus, Weitenwinterried og Winterried.